# Gérard Mordillat
Œuvres principales
Vive la sociale !
 Rue des Rigoles
Les Vivants et les Morts
Compléments
Gérard Mordillat, né le 5 octobre 1949 à Paris, est un romancier, poète, et cinéaste français. Il a, entre autres, publié : Vive la Sociale !, L’Attraction universelle, Rue des Rigoles.

## Biographie
Né d'un père serrurier à la SNCF et d'une mère professeure d'anglais, Gérard Mordillat grandit dans le 20e arrondissement de Paris, dans les quartiers de Ménilmontant et de Belleville. Son attrait pour la littérature et l'histoire date de l'école primaire. Il s'intéresse particulièrement à l'histoire sociale et l'histoire religieuse.
Il publie des poèmes, travaille avec Roberto Rossellini (grâce à la caissière de la Cinémathèque française), réalise un documentaire sur les patrons, devient responsable des pages littéraires du journal Libération, qu’il quitte après la publication de son premier roman, Vive la sociale !, en 1981. Il réalise en 1983 une adaptation de son livre au cinéma, puis enchaîne romans, essais, fictions et documentaires pour petit et grand écrans.
Il est, avec Eva Almassy, Patrick Besnier, Odile Conseil, Lucas Fournier, Henri Cueco, Jacques Jouet, Dominique Muller, Hervé Le Tellier et d’autres, l'un des « papous » de l’émission de France Culture Des Papous dans la tête, fondée par Bertrand Jérôme et animée par Françoise Treussard.
Il participe à l'émission La Grande Table sur France Culture.

## Engagements politiques
C’est un soutien de longue date du PCF.
En 2009, il soutient le Front de gauche aux élections européennes.
En 2011 et en 2017, il soutient publiquement Jean-Luc Mélenchon, candidat du Front de gauche puis de La France insoumise à l'élection présidentielle,.
Le 30 novembre 2015, il est parmi les signataires de l'Appel des 58 : « Nous manifesterons pendant l'état d'urgence »,.
En mai 2018, Gérard Mordillat est signataire d’une pétition en collaboration avec des personnalités issues du monde de la culture pour boycotter la saison culturelle croisée « France-Israël », qui selon l'objet de la pétition sert de « vitrine » à l'Israël au détriment des Palestiniens.
En septembre 2018, il co-signe une tribune dans le journal The Guardian en soutien à l’appel des artistes palestiniens à boycotter le concours Eurovision de la chanson 2019 qui doit se tenir en Israël.
En mai 2019, il co-signe, parmi 1 400 personnalités du monde de la culture, la tribune « Nous ne sommes pas dupes ! », publiée dans le journal Libération, pour soutenir le mouvement des Gilets jaunes et affirmant que « Les gilets jaunes, c’est nous ».

## Opinion sur le confinement
Interrogé sur le confinement décidé en 2020, Gérard Mordillat a déclaré estimer que le confinement a été un « incroyable test de soumission à l'autorité », le comparant aux expériences de Stanley Milgram.

## Œuvre

### Romans
- 1981 : Vive la sociale !, Mazarine ; Seuil « Points virgule », 1987 (version revue et corrigée)
- 1984 : Les Cinq Parties du monde, Mazarine
- 1984 : Célébrités Poldèves, Mazarine
- 1984 : Zartmo, Calmann-Lévy, (éd. hors commerce) ; Calmann-Lévy, 2004
- 1987 : À quoi pense Walter ?, Calmann-Lévy ; Seuil « Points virgule », 1988
- 1990 : L'Attraction universelle, Calmann-Lévy ; Livre de poche, 1993
- 1996 : Béthanie, Calmann-Lévy ; Livre de poche, 1998
- 1999 : Le Retour du permissionnaire, Éditions La Pionnière
- 2000 : La grande jument noire, Les cheminots dans l'aventure du siècle, Editions Lamartinière
- 2001 : Vichy-menthe, Éden
- 2001 : Mme Gore (avec des illustrations de Bob Meyer), Éden
- 2002 : L'Ombre portée (avec des dessins de Patrice Giorda), La main parle
- 2002 : Rue des Rigoles, Calmann-Lévy ; Livre de poche, 2004
- 2003 : Les Rudiments du monde (avec des photos de Georges Azenstarck), Éden
- 2003 : Comment calmer M. Bracke, Calmann-Lévy ; Livre de poche, 2005
- 2003 : Yorick, Éden
- 2003 : C'est mon tour, Eden
- 2005 : Les Vivants et les Morts, Calmann-Lévy ; Livre de poche, 2006 – Grand prix RTL-Lire
- 2008 : Notre part des ténèbres, Calmann-Lévy
- 2008 : Scandale et Folies - neuf récits du monde où nous sommes, Seuil « Points »
- 2010 : Les invisibles, Editions L'atelier
- 2011 : Rouge dans la brume, Calmann-Lévy
- 2011 : Subito presto, Calmann-Lévy
- 2012 : Ce que savait Jennie, Calmann-Lévy
- 2013 : Yorick, nouvelle édition modifiée et augmentée d'une préface inédite, illustrations d'André Faber, Libertalia,  (ISBN 2-9180-5932-3)
- 2014 : Xenia, Calmann-Levy
- 2014 : La Boîte à ragoût, Éditions La Pionnière
- 2015 : La Brigade du rire, Albin Michel
- 2016 : Hamlet le vrai, Grasset
- 2016 : Moi, Présidente, éditions Autrement
- 2017 : La Tour abolie, Albin Michel
- 2019 : Ces femmes-là, Albin Michel
- 2019 : La Boîte à ragoût, édition revue et augmentée, illustrations d'Alain Fraggi, La Pionnière
- 2021 : Les Roses noires, Albin Michel, 299 pages  (ISBN 978-22264-5656-4)
- 2022 : Ecce homo, Albin Michel
- 2025 : Les Vivants et les Morts, vingt ans plus tard, Calmann-Lévy
- 2025 : Ruben Black, Éditions La Pionnière

### Poèmes
- Le Linceul du vieux monde, éd. Le Temps qu’il fait, Cognac, 2011  (ISBN 978-2-86853-548-1)
- Sombres lumières du désir, éd. Le Temps qu’il fait, Bazas, 2014  (ISBN 978-2-86853-598-6)

### Essais
- Avec Nicolas Philibert, Ces patrons éclairés qui craignent la lumière, Albatros, 1979 (BNF 34628829)
- Le Miroir voilé et autres écrits sur l'image, Calmann-Levy, 2014  (ISBN 978-2-7021-5444-1)

### En collaboration avecJérôme Prieur
- 1997 : Corpus Christi, enquête sur les Évangiles, Mille et une nuits/Arte Éditions
- 1999 : Jésus contre Jésus, Seuil
- 2000 : Jésus, illustre et inconnu, Desclée de Brouwer ; et Albin Michel, 2004 (coll. « Spiritualités vivantes », no 212)
- 2004 : Jésus après Jésus, Seuil
- 2008 : Jésus sans Jésus, Seuil / Arte éditions, coll. « Essais »
- 2008 : De la crucifixion considérée comme un accident du travail, Demopolis
- 2015 : Jésus selon Mahomet, Le Seuil[13]
- 2017 : Le Suaire, Futuropolis, 3 tomes (2017, 2018, 2019), avec Éric Liberge

### Autres collaborations
- 2005 : Douce Banlieue. Coécrit avec Frédérique Jacquet. Éditions de l'Atelier,  (ISBN 2-7082-3829-9)
- 2011 : Il n’y a pas d’alternative : trente ans de propagande économique. Coécrit avec Bertrand Rothé. Seuil  (ISBN 978-2021051759)
- 2017 : L’Humanité, figures du peuple, coécrit avec Danielle Tartakowsky, Groupe Flammarion,  (ISBN 978-2-08-139192-5)
- 2019 : Les Lois du capital. Coécrit avec Bertrand Rothé. Éditions du Seuil / ARTE Éditions,  (ISBN 978-2021432091)
- 2019 : Notre part des ténèbres, roman graphique, dessin d'Éric Liberge, Les Arènes  (ISBN 978-2-711-201-44-0)
- 2022 : La Guerre des paysans (1525), roman graphique, dessin d'Éric Liberge, Futuropolis, 2022,  (ISBN 978-2-754-830-416)
- 2023 : Propriété : le sujet et sa chose, avec Christophe Clerc, Seuil/Arte, 2023, 550 p.  (ISBN 978-2-0215-1390-5)

### Préfaces
- Trains de vies. Les cheminots dans l'aventure du siècle, La Martinière, 1999
- Autodidarque. Pierre Grimblat. Éditions Léo Scheer, 2006
- Qu’est-ce que le capitalisme. Volume 1 : les mystères de la plus-value. Karl Marx. Demopolis, 2010
- Les Invisibles. Portraits photographiques de prêtres ouvriers. Joël Peyrou. Éditions de l'Atelier, 2010
- Tous dans la rue. Le mouvement social de l'automne 2010. Collectif. Seuil, 2011
- A la rencontre de... Karl Marx. Jean-Emmanuel Ducoin Éditions Oxus Littérature, 2011
- Au cœur de la crise. Carnets ouvriers, Sébastien Junca[14], Éditions Demopolis[15], 2014
- Tous les Grands-pères sont poilus, André Faber, Paris, Bourin éditeur, Collection Mélanges, 40 p., 2014  (ISBN 979-1-0252-0058-2)
- Rire en philo (et ailleurs) Yes we ricane !, ouvrage collectif, Hugues Lethierry et alii, Brissac-Quincé, collection « Cercle des Philousophes » Éditions du petit pavé, 196 p., 2017
- Buveuse de fronts. Margaux Hélard, Éditions La Thébaïde, Collection Roman, 234 p., 2021  (ISBN 979-10-94295-27-4)
- Avec les compliments de Marius Jacob. Alain Amariglio, Éditions Les Monédières, 200 p., 2021

### Ouvrages collectifs
- Jésus-Christ, de quoi est-on sûr ? Ouvrage dirigé par Alain Houziaux. Éditions de l'Atelier, 2006
- Les Papous dans la tête, l'anthologie, dir. Bertrand Jérôme et Françoise Treussard, Gallimard, 2007
- Le Dictionnaire des Papous dans la tête, dir. Françoise Treussard, Gallimard, 2007
- Participation à l'ouvrage collectif Qu'est-ce que la gauche ?, Fayard, 2017.

## Filmographie

### Réalisateur
- 1974 : La Choisie (court-métrage)
- 1978 : La Voix de son maître, coréalisé avec Nicolas Philibert (documentaire)
- 1983 : Vive la sociale
- 1985 : Billy Ze Kick
- 1985 : Clip de Mistral gagnant de Renaud
- 1985 : Pas de vieux os, sur Terry Stewart - épisode de Série noire (TV)
- 1987 : L'heure Simenon (TV)
- 1987 : Fucking Fernand
- 1989 : Cher frangin
- 1990 : L'ami Giono, le déserteur (TV)
- 1991 : Toujours seuls
- 1993 : La Véritable Histoire d'Artaud le Mômo, coréalisé avec Jérôme Prieur, documentaire (TV)
- 1993 : Jacques Prevel, de colère et de haine, coréalisé avec Jérôme Prieur, documentaire (TV)
- 1993 : En compagnie d'Antonin Artaud, coréalisé avec Jérôme Prieur (TV)
- 1995 : Architruc, sur Robert Pinget (TV)
- 1997 : Corpus Christi, coréalisé avec Jérôme Prieur, série documentaire (TV)
- 1999 : Paddy
- 2001 : L'Apprentissage de la ville (TV)
- 2003 : L'Île Atlantique - Tony Duvert (TV)
- 2003 : Simon le juste (TV)
- 2003 : L'Origine du christianisme, coréalisé avec Jérôme Prieur, série documentaire (TV)
- 2006 : La Forteresse assiégée (TV)
- 2008 : L'Apocalypse, coréalisé avec Jérôme Prieur, série documentaire (TV)
- 2010 : Les Vivants et les Morts, feuilleton en 8 épisodes (TV)
- 2012 : Les Cinq parties du monde (TV)
- 2012 : Le Grand Retournement
- 2015 : Jésus et l'Islam, coréalisé avec Jérôme Prieur, série documentaire en sept parties (TV)
- 2018 : Mélancolie ouvrière (TV)
- 2019 : Travail, salaire, profit, documentaire Arte en 7 épisodes (TV)
- 2022 : Le monde et sa propriété, documentaire Arte en 4 épisodes (TV), avec Christophe Clerc

### Assistant réalisateur
- 1973 : Le Mariage à la mode (film) de Michel Mardore
- 1975 : La Messe dorée, de Beni Montresor
- 1976 : Moi, Pierre Rivière, ayant égorgé ma mère, ma sœur et mon frère... de René Allio
- 1976 : Guerres civiles en France de François Barat et Joël Farges

### Scénariste
- 2001 : Lisa de Pierre Grimblat

### Polémique
À propos des séries documentaires Corpus Christi (1997), L'Origine du christianisme (2003) et L'Apocalypse (2008) coréalisées avec Jérôme Prieur, Jean-Marie Salamito, spécialiste de l'histoire du christianisme antique, a engagé une sévère polémique avec les deux réalisateurs, les accusant notamment d'avoir déformé et isolé de leurs contextes des propos d'experts et des citations d'auteurs, dans une perspective anti-chrétienne. Cette thèse, défendue également par Maurice Sartre dans son compte rendu des Chevaliers de l'Apocalypse publié dans Le Monde le 26 mars 2009, a suscité une tribune de protestation signée par plusieurs des chercheurs, universitaires et spécialistes de la période ayant participé à la série, dont Paul Veyne et Michel Tardieu. Cette tribune, dans laquelle les intéressés assurent que leurs propos n'ont pas été déformés par les réalisateurs, paraît dans Libération le 18 mai 2009.
Après la sortie des livres Jésus contre Jésus (1999) et Jésus, illustre et inconnu (2001), l'historien Thierry Murcia, spécialiste du christianisme des origines et de la littérature rabbinique, avait déjà vivement dénoncé le parti pris des deux auteurs.

## Entretiens
- Gérard Mordillat, la voie du peuple, entretien avec Gérard Mordillat dans le magazine Regards
- Gérard Mordillat, auteur, penseur et exégète, une interview de Gérard Mordillat par Jean-Jacques Jespers parue dans Politique, revue de débats (Bruxelles, no 81, septembre-octobre 2013, p. 20-28).